# Angela Altagracia de Lannoy-Willems
Angela Altagracia "Tata" de Lannoy-Willems (31 de maio de 1913 - 10 de julho de 1983) foi uma política de Curaçau. Em 1949 ela tornou-se no primeiro membro feminino do parlamento das Antilhas Holandesas.

## Biografia
As eleições de 1949 para os Estados (parlamento) das Antilhas Holandesas foram as primeiras realizadas sob sufrágio universal. Usando o nome De Lannoy-Elisabeth, ela foi candidata pelo Partido Popular Nacional. Inicialmente não foi eleita, mas poucos meses depois das eleições sucedeu a M. F. da Costa Gomez e tornou-se a primeira mulher membro dos Estados. Ela foi reeleita em 1950, permanecendo membro até 1954. Em 1951 ela também foi nomeada para o Conselho de Ministros e também foi eleita para o Conselho da Ilha de Curaçau.